# Dolichopeza danbulla
Dolichopeza danbulla är en tvåvingeart som beskrevs av Günther Theischinger 1993. Dolichopeza danbulla ingår i släktet Dolichopeza och familjen storharkrankar. Inga underarter finns listade i Catalogue of Life.